# Chaouis
Los chaouis, shawia o shawiya (Árabe argelino: شاويه, Tachawit: Išawiyen) son un pueblo amazigh que viven principalmente en las regiones de Aurés, Nememcha y Belezma en y rodeado por las montañas del Aurés, una gran parte del este de Argelia, conocida antiguamente como Numidia.

Se hacen llamar Išawiyen/ichawiyen (pronunciado [iʃawijən]) y hablan la lengua chaoui.

Bandera de Chaouia

## Historia
Históricamente, los awras (aurés) sirven de refugio a las tribus imazighen , que forma una base de la resistencia contra los romanos, vándalos, bizantinos y árabes. Era también un distrito de Argelia que existía antes y tras la guerra de Independencia de Argelia, de 1954 a 1962.  Fue en esta zona donde la guerra de Independencia de Argelia se inició por insurgentes bereberes.
El patriarca de los bereberes se cree que era Medghassen, ancestro común de los zenatas y de todos los botris. Ibn Jaldún indicó que los Zenatas eran bereberes. Los historiadores modernos incluyen esta zona bereber dentro del grupo de los númidas y getulos o en otras más antiguas como mashauash, masilios y mazaxes.  De los que posteriormente se habrían formado los zenatas (principalmente, los habitantes de los aurés en la Edad Media).  Los clanes chaoui conocidos por Ibn Jaldún eran los famosos Ifrēn, maghrawa, deyrawa, abdalwaditas, hawwara y auraba. 
Etimológicamente, el término chaoui/sha'wi deriva de la palabra amazigh ich que significa "cuerno", en referencia al dios nacional de los númidas, Amon, que se representa como una cabeza humana con los cuernos de un carnero.  Se les conoce también como Zenatas, que emigraron desde Numidia a muchas partes del norte de África (como las montañas del Rif, las montañas Chenoua, Libia y Timimoun). 
Después de la independencia de Argelia, los chaouis estaban localizados en la región Auresia. Representan el primer grupo étnico en Argelia y el segundo grupo de habla amazigh en cuanto a número de hablantes, siendo la primera Cabilia.

## Películas
- Hakkar A., La maison jaune, 2008